# China nos Jogos Olímpicos de Verão de 2024
China competiu nos Jogos Olímpicos de Verão de 2024 em Paris, na França, entre 26 de julho e 11 de agosto. Representada pelo Comitê Olímpico Chinês, foi a décima segunda participação do país nos Jogos Olímpicos de Verão desde sua estreia em Helsinque 1952. Foi representado por 388 desportistas que competiram em 33 modalidades.
A China terminou os Jogos de 2024 com 91 medalhas, sendo 40 de ouro, 27 de prata e 24 de bronze. Este desempenho fez o país empatar com os Estados Unidos em número de medalhas de ouro, mas terminando em segundo lugar no quadro geral de medalhas por ter conquistado menos pratas. Além disso, se tornou o único país, além dos Estados Unidos e da antiga União Soviética, a ganhar o maior número de medalhas de ouro em uma Olimpíada de Verão realizada fora de seu país. Esta conquista também representou um novo recorde de maior número de medalhas de ouro em uma Olimpíada realizadas fora de seu solo natal, com a melhora de um ouro em comparação com seu desempenho em Londres 2012.

## Medalhas
| Atleta | Esporte                | Evento                                 | Medalha |
| --- | ---------------------- | -------------------------------------- | ------- |
| Huang Yuting Sheng Lihao | Tiro                   | Carabina de ar 10 m misto por equipes  | Ouro    |
| Chang Yani Chen Yiwen | Saltos ornamentais     | Trampolim 3 m sincronizado feminino    | Ouro    |
| Xie Yu | Tiro                   | Pistola de ar 10 m masculino           | Ouro    |
| Lian Junjie Yang Hao | Saltos ornamentais     | Plataforma 10 m sincronizado masculino | Ouro    |
| Sheng Lihao | Tiro                   | Carabina de ar 10 m masculino          | Ouro    |
| Wang Chuqin Sun Yingsha | Tênis de mesa          | Duplas mistas                          | Ouro    |
| Chen Yuxi Quan Hongchan | Saltos ornamentais     | Plataforma 10 m sincronizado feminino  | Ouro    |
| Deng Yawen | Ciclismo               | BMX estilo livre feminino              | Ouro    |
| Pan Zhanle | Natação                | 100 m livre masculino                  | Ouro    |
| Liu Yukun | Tiro                   | Carabina três posições masculino       | Ouro    |
| Yang Jiayu | Atletismo              | 20 km marcha atlética feminina         | Ouro    |
| Long Daoyi Wang Zongyuan | Saltos ornamentais     | Trampolim 3 m sincronizado masculino   | Ouro    |
| Zheng Siwei Huang Yaqiong | Badminton              | Duplas mistas                          | Ouro    |
| Chen Meng | Tênis de mesa          | Individual feminino                    | Ouro    |
| Chen Qingchen Jia Yifan | Badminton              | Duplas femininas                       | Ouro    |
| Zheng Qinwen | Tênis                  | Simples feminino                       | Ouro    |
| Fan Zhendong | Tênis de mesa          | Individual masculino                   | Ouro    |
| Liu Yang | Ginástica artística    | Argolas                                | Ouro    |
| Xu Jiayu Qin Haiyang Sun Jiajun Pan Zhanle Wang Changhao | Natação                | Revezamento 4x100 m medley masculino   | Ouro    |
| Li Yuehong | Tiro                   | Tiro rápido 25 m masculino             | Ouro    |
| Zou Jingyuan | Ginástica artística    | Barras paralelas                       | Ouro    |
| Quan Hongchan | Saltos ornamentais     | Plataforma 10 m individual feminino    | Ouro    |
| Li Fabin | Halterofilismo         | Até 61 kg masculino                    | Ouro    |
| Chang Hao Feng Yu Wang Ciyue Wang Liuyi Wang Qianyi Xiang Binxuan Xiao Yanning Zhang Yayi                                                                                   | Natação artística      | Equipes                                | Ouro    |
| Hou Zhihui | Halterofilismo         | Até 49 kg feminino                     | Ouro    |
| Liu Hao Ji Bowen | Canoagem               | C-2 500 m masculino                    | Ouro    |
| Xie Siyi | Saltos ornamentais     | Trampolim 3 m individual masculino     | Ouro    |
| Luo Shifang | Halterofilismo         | Até 59 kg feminino                     | Ouro    |
| Chang Yuan | Boxe                   | Até 54 kg feminino                     | Ouro    |
| Xu Shixiao Sun Mengya | Canoagem               | C-2 500 m feminino                     | Ouro    |
| Chen Yiwen | Saltos ornamentais     | Trampolim 3 m individual feminino      | Ouro    |
| Fan Zhendong Ma Long Wang Chuqin | Tênis de mesa          | Equipes masculinas                     | Ouro    |
| Wu Yu | Boxe                   | Até 50 kg feminino                     | Ouro    |
| Liu Huanhua | Halterofilismo         | Até 102 kg masculino                   | Ouro    |
| Ding Xinyi Guo Qiqi Hao Ting Huang Zhangjiayang Wang Lanjing | Ginástica rítmica      | Grupos                                 | Ouro    |
| Cao Yuan | Saltos ornamentais     | Plataforma 10 m individual masculino   | Ouro    |
| Chen Meng Sun Yingsha Wang Manyu | Tênis de mesa          | Equipes femininas                      | Ouro    |
| Wang Liuyi Wang Qianyi | Natação artística      | Dueto                                  | Ouro    |
| Li Qian | Boxe                   | Até 75 kg feminino                     | Ouro    |
| Li Wenwen | Halterofilismo         | Mais de 81 kg feminino                 | Ouro    |
| An Qixuan Li Jiaman Yang Xiaolei | Tiro com arco          | Equipes femininas                      | Prata   |
| Huang Yuting | Tiro                   | Carabina de ar 10 m feminino           | Prata   |
| Liu Yang Su Weide Xiao Ruoteng Zhang Boheng Zou Jingyuan | Ginástica artística    | Equipes masculinas                     | Prata   |
| Xu Jiayu | Natação                | 100 m costas masculino                 | Prata   |
| Tang Qianting | Natação                | 100 m peito feminino                   | Prata   |
| Qi Ying | Tiro                   | Fossa olímpica masculino               | Prata   |
| Zhang Boheng | Ginástica artística    | Individual geral masculino             | Prata   |
| Wang Zisai | Ginástica de trampolim | Masculino                              | Prata   |
| Wang Xinyu Zhang Zhizhen | Tênis                  | Duplas mistas                          | Prata   |
| Sun Yingsha | Tênis de mesa          | Individual feminino                    | Prata   |
| Liu Shengshu Tan Ning | Badminton              | Duplas femininas                       | Prata   |
| Qin Haiyang Yang Junxuan Xu Jiayu Zhang Yufei Pan Zhanle Tang Qianting | Natação                | Revezamento 4x100 m medley misto       | Prata   |
| Zou Jingyuan | Ginástica artística    | Argolas                                | Prata   |
| Qiu Qiyuan | Ginástica artística    | Barras assimétricas                    | Prata   |
| Liang Weikeng Wang Chang | Badminton              | Duplas masculinas                      | Prata   |
| He Bingjiao | Badminton              | Simples feminino                       | Prata   |
| Zhou Yaqin | Ginástica artística    | Trave                                  | Prata   |
| Feng Bin | Atletismo              | Lançamento de disco feminino           | Prata   |
| Chen Yuxi | Saltos ornamentais     | Plataforma 10 m individual masculino   | Prata   |
| Cao Liguo | Lutas                  | Greco-romana até 60 kg masculino       | Prata   |
| Yang Wenlu | Boxe                   | Até 60 kg feminino                     | Prata   |
| Deng Lijuan | Escalada esportiva     | Velocidade feminino                    | Prata   |
| Guo Qing | Taekwondo              | Até 49 kg feminino                     | Prata   |
| Wu Peng | Escalada esportiva     | Velocidade masculino                   | Prata   |
| Wang Zongyuan | Saltos ornamentais     | Trampolim 3 m individual masculino     | Prata   |
| - Ye Jiao Gu Bingfeng Yang Liu Zhang Ying Chen Yi Ma Ning Li Hong Ou Zixia Dan Wen Zou Meirong He Jiangxin Fan Yunxia Chen Yang Xu Wenyu Zhong Jiaqi Tan Jinzhuang Yu Anhui | Hóquei sobre a grama   | Feminino                               | Prata   |
| Yang Liu | Boxe                   | Até 66 kg feminino                     | Prata   |
| Cheng Yujie Wu Qingfeng Yang Junxuan Zhang Yufei Yu Yiting | Natação                | Revezamento 4x100 m livre feminino     | Bronze  |
| Zhang Yufei | Natação                | 100 m borboleta feminino               | Bronze  |
| Xiao Ruoteng | Ginástica artística    | Individual geral masculino             | Bronze  |
| Ma Zhenzhao | Judô                   | Até 78 kg feminino                     | Bronze  |
| Zhang Yufei | Natação                | 200 m borboleta feminino               | Bronze  |
| Ge Chutong Li Bingjie Liu Yaxin Yang Junxuan Kong Yaqi Tang Muhan | Natação                | Revezamento 4x200 m livre feminino     | Bronze  |
| Zhang Qiongyue | Tiro                   | Carabina três posições feminino        | Bronze  |
| Yan Langyu | Ginástica de trampolim | Masculino                              | Bronze  |
| Wang Shun | Natação                | 200 m medley masculino                 | Bronze  |
| Zhang Yufei | Natação                | 50 m livre feminino                    | Bronze  |
| Wan Letian Tang Qianting Zhang Yufei Yang Junxuan Wang Xue'er Yu Yiting Wu Qingfeng                                                                                         | Natação                | Revezamento 4x100 m medley feminino    | Bronze  |
| Wang Xinjie | Tiro                   | Tiro rápido 25 m masculino             | Bronze  |
| Zhang Boheng | Ginástica artística    | Barra fixa                             | Bronze  |
| Jiang Yiting Lyu Jianlin | Tiro                   | Skeet misto por equipes                | Bronze  |
| Meng Lingzhe | Lutas                  | Greco-romana até 130 kg masculino      | Bronze  |
| Zhao Jie | Atletismo              | Lançamento de martelo feminino         | Bronze  |
| Feng Ziqi | Lutas                  | Livre até 50 kg feminino               | Bronze  |
| Pang Qianyu | Lutas                  | Livre até 53 kg feminino               | Bronze  |
| Liang Yushuai | Taekwondo              | Até 68 kg masculino                    | Bronze  |
| Chang Yani | Saltos ornamentais     | Trampolim 3 m individual feminino      | Bronze  |
| Song Jiayuan | Atletismo              | Arremesso de peso feminino             | Bronze  |
| Hong Kexin | Lutas                  | Livre até 57 kg feminino               | Bronze  |
| Liu Qingyi | Breaking               | B-Girls                                | Bronze  |
| Lin Xiyu | Golfe                  | Individual feminino                    | Bronze  |

## Competidores
Esta foi a participação por modalidade nesta edição:
| Esporte              | Masculino | Feminino | Total |
| -------------------- | --------- | -------- | ----- |
| Atletismo            | 27        | 27       | 54    |
| Badminton            | 8         | 8        | 16    |
| Basquetebol          | 4         | 16       | 20    |
| Boxe                 | 2         | 6        | 8     |
| Breaking             | 1         | 2        | 3     |
| Canoagem             | 7         | 11       | 18    |
| Ciclismo             | 5         | 8        | 13    |
| Escalada esportiva   | 3         | 4        | 7     |
| Esgrima              | 5         | 7        | 12    |
| Ginástica            | 7         | 13       | 20    |
| Golfe                | 2         | 2        | 4     |
| Halterofilismo       | 3         | 3        | 6     |
| Hipismo              | 2         | 0        | 2     |
| Hóquei sobre a grama | 0         | 16       | 16    |
| Judô                 | 0         | 6        | 6     |
| Lutas                | 7         | 5        | 12    |
| Natação              | 13        | 19       | 32    |
| Natação artística    | 0         | 8        | 8     |
| Pentatlo moderno     | 2         | 1        | 3     |
| Polo aquático        | 0         | 13       | 13    |
| Remo                 | 2         | 12       | 14    |
| Rugby sevens         | 0         | 12       | 12    |
| Saltos ornamentais   | 6         | 4        | 10    |
| Skate                | 0         | 4        | 4     |
| Surfe                | 0         | 1        | 1     |
| Taekwondo            | 2         | 4        | 6     |
| Tênis                | 1         | 6        | 7     |
| Tênis de mesa        | 3         | 3        | 6     |
| Tiro                 | 10        | 11       | 21    |
| Tiro com arco        | 3         | 3        | 6     |
| Triatlo              | 0         | 1        | 1     |
| Vela                 | 6         | 7        | 13    |
| Voleibol             | 0         | 12       | 12    |
| Voleibol de praia    | 0         | 2        | 2     |
| Total                | 131       | 257      | 388   |

## Desempenho

### Atletismo
Atletas chineses alcançaram os padrões de entrada para Paris 2024, seja por passar na marca de qualificação direta (ou tempo para corridas de atletismo) ou pelo ranking mundial da World Athletics, nos seguintes eventos (máximo de 3 atletas cada):
Legenda
- Nota – As classificações dadas para eventos de pista estão dentro do calor do atleta apenas;
- Q = Qualificado a próxima fase;
- q = Qualificado para a próxima rodada como perdedor mais rápido ou, em eventos de campo, por posição sem atingir a meta de qualificação;
- N/A = Rodada não aplicável para o evento;
- Bye = Atleta não precisou disputar aquela fase.

Eventos de pista e estrada
Masculino
| Atleta                                          | Evento              | Preliminar | Preliminar | Baterias | Baterias | Repescagem | Repescagem | Semifinal   | Semifinal   | Final       | Final       |
| Atleta                                          | Evento              | Tempo      | Pos.       | Tempo    | Pos.     | Tempo      | Pos.       | Tempo       | Pos.        | Tempo       | Pos.        |
| ----------------------------------------------- | ------------------- | ---------- | ---------- | -------- | -------- | ---------- | ---------- | ----------- | ----------- | ----------- | ----------- |
| Xie Zhenye                                      | 100 m               | Bye        | Bye        | 10.16    | 4        | N/A        | N/A        | Não avançou | Não avançou | Não avançou | Não avançou |
| Xu Zhuoyi                                       | 110 m com barreiras | N/A        | N/A        | 13.40    | 1 Q      | Bye        | Bye        | 13.48       | 7           | Não avançou | Não avançou |
| Liu Junxi                                       | 110 m com barreiras | N/A        | N/A        | 13.54    | 6 Q      | 13.52      | 3          | Não avançou | Não avançou | Não avançou | Não avançou |
| Qin Weibo                                       | 110 m com barreiras | N/A        | N/A        | 13.64    | 6 Q      | 13.44      | 1 Q        | 13.41       | 6           | Não avançou | Não avançou |
| Xie Zhiyu                                       | 400 m com barreiras | N/A        | N/A        | 49.90    | 8 Q      | 49.59      | 4          | Não avançou | Não avançou | Não avançou | Não avançou |
| He Jie                                          | Maratona            | N/A        | N/A        | N/A      | N/A      | N/A        | N/A        | N/A         | N/A         | 2:22:31     | 67          |
| Yang Shaohui                                    | Maratona            | N/A        | N/A        | N/A      | N/A      | N/A        | N/A        | N/A         | N/A         | 2:14:48     | 55          |
| Wu Xiangdong                                    | Maratona            | N/A        | N/A        | N/A      | N/A      | N/A        | N/A        | N/A         | N/A         | 2:12:34     | 40          |
| Zhang Jun                                       | 20 km marcha        | N/A        | N/A        | N/A      | N/A      | N/A        | N/A        | N/A         | N/A         | 1:19:56     | 10          |
| Li Yandong                                      | 20 km marcha        | N/A        | N/A        | N/A      | N/A      | N/A        | N/A        | N/A         | N/A         | 1:22:46     | 31          |
| Wang Zhaozhao                                   | 20 km marcha        | N/A        | N/A        | N/A      | N/A      | N/A        | N/A        | N/A         | N/A         | 1:23:40     | 36          |
| Xie Zhenye Yan Haibin Chen Jiapeng Deng Zhijian | 4x100 m             | N/A        | N/A        | 38.24    | 1 Q      | N/A        | N/A        | N/A         | N/A         | 38.06       | 7           |

Feminino
| Atleta          | Evento                | Preliminar | Preliminar | Baterias | Baterias | Repescagem | Repescagem  | Semifinal   | Semifinal   | Final       | Final           |
| Atleta          | Evento                | Tempo      | Pos.       | Tempo    | Pos.     | Tempo      | Pos.        | Tempo       | Pos.        | Tempo       | Pos.            |
| --------------- | --------------------- | ---------- | ---------- | -------- | -------- | ---------- | ----------- | ----------- | ----------- | ----------- | --------------- |
| Ge Manqi        | 100 m                 | Bye        | Bye        | 11.45    | 6        | N/A        | Não avançou | Não avançou | Não avançou | Não avançou |                 |
| Li Yuting       | 200 m                 | N/A        | N/A        | 23.31    | 7 Q      | 23.24      | 3           | Não avançou | Não avançou | Não avançou | Não avançou     |
| Wu Yanni        | 100 m com barreiras   | N/A        | N/A        | 12.97    | 6 Q      | 12.98      | 4           | Não avançou | Não avançou | Não avançou | Não avançou     |
| Lin Yuwei       | 100 m com barreiras   | N/A        | N/A        | 13.24    | 7 Q      | 13.13      | 6           | Não avançou | Não avançou | Não avançou | Não avançou     |
| Mo Jiadie       | 400 m com barreiras   | N/A        | N/A        | 55.43    | 6 Q      | 54.75      | 1 Q         | 55.63       | 9           | Não avançou | Não avançou     |
| Xu Shuangshuang | 3000 m com obstáculos | N/A        | N/A        | 9:43.50  | 12       | N/A        | N/A         | N/A         | N/A         | Não avançou | Não avançou     |
| Bai Li          | Maratona              | N/A        | N/A        | N/A      | N/A      | N/A        | N/A         | N/A         | N/A         | 2:44:44     | 76              |
| Xia Yuyu        | Maratona              | N/A        | N/A        | N/A      | N/A      | N/A        | N/A         | N/A         | N/A         | 2:42:10     | 72              |
| Zhang Deshun    | Maratona              | N/A        | N/A        | N/A      | N/A      | N/A        | N/A         | N/A         | N/A         | 2:36:47     | 59              |
| Liu Hong        | 20 km marcha          | N/A        | N/A        | N/A      | N/A      | N/A        | N/A         | N/A         | N/A         | 1:31:24     | 21              |
| Ma Zhenxia      | 20 km marcha          | N/A        | N/A        | N/A      | N/A      | N/A        | N/A         | N/A         | N/A         | 1:29:15     | 11              |
| Yang Jiayu      | 20 km marcha          | N/A        | N/A        | N/A      | N/A      | N/A        | N/A         | N/A         | N/A         | 1:25:54     | Medalha de ouro |

Misto
| Atleta                      | Evento             | Final   | Final |
| Atleta                      | Evento             | Tempo   | Pos.  |
| --------------------------- | ------------------ | ------- | ----- |
| Zhang Jun Yang Jiayu        | Maratona de marcha | 3:00:43 | 15    |
| He Xianghong Qieyang Shijie | Maratona de marcha | 2:59:13 | 14    |

Eventos de campo
Masculino
| Atleta        | Evento                | Qualificação | Qualificação | Final       | Final       |
| Atleta        | Evento                | Marca        | Pos.         | Marca       | Pos.        |
| ------------- | --------------------- | ------------ | ------------ | ----------- | ----------- |
| Wang Zhen     | Salto em altura       | 2.20         | =19          | Não avançou | Não avançou |
| Huang Bokai   | Salto com vara        | 5.75         | 9 q          | 5.80        | 7           |
| Zhong Tao     | Salto com vara        | 5.40         | =26          | Não avançou | Não avançou |
| Yao Jie       | Salto com vara        | 5.60         | =20          | Não avançou | Não avançou |
| Wang Jianan   | Salto em distância    | 8.12         | 3 q          | 8.03        | 8           |
| Zhang Mingkun | Salto em distância    | 7.92         | 9 q          | 8.07        | 7           |
| Shi Yuhao     | Salto em distância    | 7.68         | 24           | Não avançou | Não avançou |
| Fang Yaoqing  | Salto triplo          | 15.85        | 31           | Não avançou | Não avançou |
| Zhu Yaming    | Salto triplo          | 16.91        | 8 q          | 16.76       | 10          |
| Su Wen        | Salto triplo          | 16.70        | 16           | Não avançou | Não avançou |
| Wang Qi       | Lançamento de martelo | 72.52        | 19           | Não avançou | Não avançou |

Feminino
| Atleta        | Evento                | Qualificação | Qualificação | Final       | Final             |
| Atleta        | Evento                | Marca        | Pos.         | Marca       | Pos.              |
| ------------- | --------------------- | ------------ | ------------ | ----------- | ----------------- |
| Niu Chunge    | Salto com vara        | 4.40         | =22          | Não avançou | Não avançou       |
| Xiong Shiqi   | Salto em distância    | 6.58         | 13           | Não avançou | Não avançou       |
| Zeng Rui      | Salto triplo          | 13.69        | 24           | Não avançou | Não avançou       |
| Gong Lijiao   | Arremesso de peso     | 18.78        | 5 q          | 19.27       | 5                 |
| Song Jiayuan  | Arremesso de peso     | 18.73        | 6 q          | 19.32       | Medalha de bronze |
| Sun Yue       | Arremesso de peso     | 17.33        | 21           | Não avançou | Não avançou       |
| Feng Bin      | Lançamento de disco   | 65.40        | 3 Q          | 67.51       | Medalha de prata  |
| Jiang Zhichao | Lançamento de disco   | 59.10        | 28           | Não avançou | Não avançou       |
| Wang Zheng    | Lançamento de martelo | 66.92        | 28           | Não avançou | Não avançou       |
| Zhao Jie      | Lançamento de martelo | 72.49        | 7 q          | 74.27       | Medalha de bronze |
| Li Jiangyan   | Lançamento de martelo | 70.54        | 13           | Não avançou | Não avançou       |
| Lü Huihui     | Lançamento de dardo   | 59.37        | 22           | Não avançou | Não avançou       |
| Dai Qianqian  | Lançamento de dardo   | 59.33        | 23           | Não avançou | Não avançou       |

### Ginástica

#### Artística
A China conquistou uma vaga para cinco ginastas masculinos para Paris após sua conquista da medalha de ouro no Campeonato Mundial de Ginástica Artística de 2022 em Liverpool, Inglaterra.
Masculino
Equipe
| Atleta       | Evento  | Qualificação | Qualificação | Qualificação | Qualificação | Qualificação | Qualificação | Qualificação | Qualificação | Final    | Final    | Final    | Final    | Final    | Final    | Final   | Final            |
| Atleta       | Evento  | Aparelho     | Aparelho     | Aparelho     | Aparelho     | Aparelho     | Aparelho     | Total        | Pos.         | Aparelho | Aparelho | Aparelho | Aparelho | Aparelho | Aparelho | Total   | Pos.             |
| Atleta       | Evento  | F            | PH           | R            | V            | PB           | HB           | Total        | Pos.         | F        | PH       | R        | V        | PB       | HB       | Total   | Pos.             |
| ------------ | ------- | ------------ | ------------ | ------------ | ------------ | ------------ | ------------ | ------------ | ------------ | -------- | -------- | -------- | -------- | -------- | -------- | ------- | ---------------- |
| Zou Jingyuan | Equipes | —            | 14.600       | 15.300 Q     | —            | 16.200 Q     | —            | 14.800       | 14.933       | —        | 16.000   | —        | —        | —        |          |         |                  |
| Xiao Ruoteng | Equipes | 13.666       | 14.266       | 13.600       | 14.733       | 14.800       | 13.833       | 84.898       | 4 Q          | 13.966   | 14.333   | —        | —        | —        | 14.800   | 14.733  | 13.433           |
| Liu Yang     | Equipes | 13.200       | —            | 15.233 Q     | 14.100       | —            | 15.500       | —            |              |          |          |          | —        | —        |          |         |                  |
| Zhang Boheng | Equipes | 14.466 Q     | 14.333       | 14.666       | 14.666       | 15.333 Q     | 15.133 Q     | 88.597       | 1 Q          | 14.233   | 14.433   | 14.833   | —        | —        | 14.533   | 15.100  | 14.733           |
| Su Weide     | Equipes | 13.300       | 6.666        | —            | 12.966       | —            | 14.400 Q     | —            | 14.333       | —        | 12.766   | —        | —        | —        | 11.600   |         |                  |
| Total        | Equipes | 41.432       | 43.199       | 45.199       | 43.499       | 46.333       | 43.366       | 263.028      | 1 Q          | 42.532   | 43.566   | 45.266   | 42.099   | 45.833   | 39.766   | 259.062 | Medalha de prata |

Individual
| Atleta       | Evento           | Qualificação              | Qualificação              | Qualificação              | Qualificação              | Qualificação              | Qualificação              | Qualificação              | Qualificação              | Final    | Final            | Final    | Final    | Final    | Final    | Final  | Final             |
| Atleta       | Evento           | Aparelho                  | Aparelho                  | Aparelho                  | Aparelho                  | Aparelho                  | Aparelho                  | Total                     | Pos.                      | Aparelho | Aparelho         | Aparelho | Aparelho | Aparelho | Aparelho | Total  | Pos.              |
| Atleta       | Evento           | F                         | PH                        | R                         | V                         | PB                        | HB                        | Total                     | Pos.                      | F        | PH               | R        | V        | PB       | HB       | Total  | Pos.              |
| ------------ | ---------------- | ------------------------- | ------------------------- | ------------------------- | ------------------------- | ------------------------- | ------------------------- | ------------------------- | ------------------------- | -------- | ---------------- | -------- | -------- | -------- | -------- | ------ | ----------------- |
| Zou Jingyuan | Argolas          | —                         | 15.300                    | —                         | 15.300                    | 1 Q                       | —                         | 15.233                    | —                         | 15.233   | Medalha de prata |          |          |          |          |        |                   |
| Zou Jingyuan | Barras paralelas | —                         | 16.200                    | —                         | 16.200                    | 1 Q                       | —                         | 16.200                    | —                         | 16.200   | Medalha de ouro  |          |          |          |          |        |                   |
| Xiao Ruoteng | Individual geral | Ver resultados por equipe | Ver resultados por equipe | Ver resultados por equipe | Ver resultados por equipe | Ver resultados por equipe | Ver resultados por equipe | Ver resultados por equipe | Ver resultados por equipe | 14.333   | 14.266           | 13.800   | 14.833   | 14.766   | 14.366   | 86.364 | Medalha de bronze |
| Liu Yang     | Argolas          | —                         | 15.233                    | —                         | 15.233                    | 2 Q                       | —                         | 15.300                    | —                         | 15.300   | Medalha de ouro  |          |          |          |          |        |                   |
| Zhang Boheng | Individual geral | Ver resultados por equipe | Ver resultados por equipe | Ver resultados por equipe | Ver resultados por equipe | Ver resultados por equipe | Ver resultados por equipe | Ver resultados por equipe | Ver resultados por equipe | 13.233   | 14.333           | 14.600   | 14.500   | 15.300   | 14.633   | 86.599 | Medalha de prata  |
| Zhang Boheng | Solo             | 14.466                    | —                         | 14.466                    | 6 Q                       | 13.933                    | —                         | 13.933                    | 8                         |          |                  |          |          |          |          |        |                   |
| Zhang Boheng | Barras paralelas | —                         | 15.333                    | —                         | 15.333                    | 2 Q                       | —                         | 15.100                    | —                         | 15.100   | 4                |          |          |          |          |        |                   |
| Zhang Boheng | Barra fixa       | —                         | 15.133                    | 15.133                    | 1 Q                       | —                         | 13.966                    | 13.966                    | Medalha de bronze         |          |                  |          |          |          |          |        |                   |
| Su Weide     | Barra fixa       | —                         | 14.400                    | 14.400                    | 7 Q                       | —                         | 13.433                    | 13.433                    | 5                         |          |                  |          |          |          |          |        |                   |

Feminino
Equipe
| Atleta      | Evento  | Qualificação | Qualificação | Qualificação | Qualificação | Qualificação | Qualificação | Final    | Final    | Final    | Final    | Final   | Final |
| Atleta      | Evento  | Aparelho     | Aparelho     | Aparelho     | Aparelho     | Total        | Pos.         | Aparelho | Aparelho | Aparelho | Aparelho | Total   | Pos.  |
| Atleta      | Evento  | V            | UB           | BB           | F            | Total        | Pos.         | V        | UB       | BB       | F        | Total   | Pos.  |
| ----------- | ------- | ------------ | ------------ | ------------ | ------------ | ------------ | ------------ | -------- | -------- | -------- | -------- | ------- | ----- |
| Qiu Qiyuan  | Equipes | 13.233       | 15.066 Q     | 13.533       | 13.166       | 54.998       | 8 Q          | 13.133   | 14.300   | 14.600   | —        | —       | —     |
| Zhou Yaqin  | Equipes | 13.033       | —            | 14.866 Q     | 13.466       | —            | 12.300       | 13.200   |          |          |          | —       | —     |
| Luo Huan    | Equipes | —            | 13.900       | 13.733       | —            | 13.166       | 13.933       | 13.900   | —        |          |          | —       | —     |
| Ou Yushan   | Equipes | 13.000       | 13.966       | 13.333       | 13.666 Q     | 53.965       | 12 Q         | —        | 12.733   |          |          | —       | —     |
| Zhang Yihan | Equipes | 13.833       | 14.700 Q     | —            | 13.533       | —            | 13.700       | 14.433   | —        | 12.733   |          | —       | —     |
| Total       | Equipes | 40.099       | 43.732       | 42.132       | 40.665       | 166.628      | 3 Q          | 39.999   | 42.666   | 40.800   | 38.666   | 162.131 | 6     |

Individual
| Atleta      | Evento              | Qualificação              | Qualificação              | Qualificação              | Qualificação              | Qualificação              | Qualificação              | Final    | Final    | Final    | Final            | Final  | Final |
| Atleta      | Evento              | Aparelho                  | Aparelho                  | Aparelho                  | Aparelho                  | Total                     | Pos.                      | Aparelho | Aparelho | Aparelho | Aparelho         | Total  | Pos.  |
| Atleta      | Evento              | V                         | UB                        | BB                        | F                         | Total                     | Pos.                      | V        | UB       | BB       | F                | Total  | Pos.  |
| ----------- | ------------------- | ------------------------- | ------------------------- | ------------------------- | ------------------------- | ------------------------- | ------------------------- | -------- | -------- | -------- | ---------------- | ------ | ----- |
| Qiu Qiyuan  | Individual geral    | Ver resultados por equipe | Ver resultados por equipe | Ver resultados por equipe | Ver resultados por equipe | Ver resultados por equipe | Ver resultados por equipe | 13.133   | 13.900   | 14.500   | 13.233           | 54.766 | 7     |
| Qiu Qiyuan  | Barras assimétricas | —                         | 15.066                    | —                         | 15.066                    | 2 Q                       | —                         | 15.500   | —        | 15.500   | Medalha de prata |        |       |
| Zhou Yaqin  | Trave               | —                         | 14.866                    | —                         | 14.866                    | 1 Q                       | —                         | 14.100   | —        | 14.100   | Medalha de prata |        |       |
| Ou Yushan   | Individual geral    | Ver resultados por equipe | Ver resultados por equipe | Ver resultados por equipe | Ver resultados por equipe | Ver resultados por equipe | Ver resultados por equipe | 12.966   | 13.966   | 14.033   | 11.933           | 52.898 | 16    |
| Ou Yushan   | Solo                | —                         | 13.666                    | 13.666                    | 6 Q                       | —                         | 13.000                    | 13.000   | 8        |          |                  |        |       |
| Zhang Yihan | Barras assimétricas | —                         | 14.700                    | —                         | 14.700                    | 5 Q                       | —                         | 12.800   | —        | 12.800   | 8                |        |       |

#### Rítmica
Individual
| Atleta    | Evento     | Qualificação | Qualificação | Qualificação | Qualificação | Qualificação | Qualificação | Final  | Final  | Final  | Final  | Final   | Final |
| Atleta    | Evento     | Arco         | Bola         | Maças        | Fita         | Total        | Pos.         | Arco   | Bola   | Maças  | Fita   | Total   | Pos.  |
| --------- | ---------- | ------------ | ------------ | ------------ | ------------ | ------------ | ------------ | ------ | ------ | ------ | ------ | ------- | ----- |
| Wang Zilu | Individual | 34.200       | 32.000       | 30.650       | 31.250       | 128.100      | 10 Q         | 35.250 | 32.700 | 34.300 | 29.300 | 131.550 | 7     |

Equipe
| Atletas                                                      | Evento | Qualificação | Qualificação    | Qualificação | Qualificação | Final   | Final           | Final  | Final           |
| Atletas                                                      | Evento | 5 arcos      | 3 fitas+2 bolas | Total        | Pos.         | 5 arcos | 3 fitas+2 bolas | Total  | Pos.            |
| ------------------------------------------------------------ | ------ | ------------ | --------------- | ------------ | ------------ | ------- | --------------- | ------ | --------------- |
| Ding Xinyi Guo Qiqi Hao Ting Huang Zhangjiayang Wang Lanjing | Grupos | 35.500       | 32.400          | 67.900       | 5 Q          | 36.950  | 32.850          | 69.800 | Medalha de ouro |

#### Trampolim
Individual
| Atleta      | Evento    | Qualificação | Qualificação | Final  | Final             |
| Atleta      | Evento    | Total        | Pos.         | Total  | Pos.              |
| ----------- | --------- | ------------ | ------------ | ------ | ----------------- |
| Yan Langyu  | Masculino | 62.220       | 3 Q          | 60.950 | Medalha de bronze |
| Wang Zisai  | Masculino | 62.230       | 2 Q          | 61.890 | Medalha de prata  |
| Zhu Xueying | Feminino  | 56.720       | 1 Q          | 55.510 | 4                 |
| Hu Yicheng  | Feminino  | 56.270       | 3 Q          | 11.790 | 8                 |

### Tiro
Atiradores chineses alcançaram cotas para os seguintes eventos com base em seus resultados nos Campeonatos Mundiais ISSF de 2022 e 2023, Campeonatos Asiáticos de 2023 e 2024 e Torneio de Qualificação Olímpica Mundial ISSF de 2024, se obtiveram uma pontuação mínima de qualificação (MQS) entre 14 de agosto de 2022 e 9 de junho de 2024.
Masculino
| Atleta      | Evento               | Qualificação | Qualificação | Final       | Final             |
| Atleta      | Evento               | Marca        | Pos.         | Marca       | Pos.              |
| ----------- | -------------------- | ------------ | ------------ | ----------- | ----------------- |
| Sheng Lihao | Carabina de ar 10 m  | 631.7        | 1 Q          | 252.2       | Medalha de ouro   |
| Du Linshu   | Carabina de ar 10 m  | 625.0        | 41           | Não avançou | Não avançou       |
| Liu Yukun   | Carabina 3 pos. 50 m | 594          | 1 Q          | 463.6       | Medalha de ouro   |
| Du Linshu   | Carabina 3 pos. 50 m | 588          | 16           | Não avançou | Não avançou       |
| Xie Yu      | Pistola de ar 10 m   | 579          | 6 Q          | 240.9       | Medalha de ouro   |
| Zhang Bowen | Pistola de ar 10 m   | 573          | 19           | Não avançou | Não avançou       |
| Li Yuehong  | Tiro rápido 25 m     | 588          | 1 Q          | 32          | Medalha de ouro   |
| Wang Xinjie | Tiro rápido 25 m     | 587          | 2 Q          | 23          | Medalha de bronze |
| Qi Ying     | Fossa olímpica       | 123 (SO:+7)  | 1 Q          | 44          | Medalha de prata  |
| Yu Haicheng | Fossa olímpica       | 122 (SO:+6)  | 8            | Não avançou | Não avançou       |
| Lyu Jianlin | Skeet                | 118          | 17           | Não avançou | Não avançou       |

Feminino
| Atleta         | Evento               | Qualificação  | Qualificação | Final            | Final             |
| Atleta         | Evento               | Marca         | Pos.         | Marca            | Pos.              |
| -------------- | -------------------- | ------------- | ------------ | ---------------- | ----------------- |
| Han Jiayu      | Carabina de ar 10 m  | 628.1         | 16           | Não avançou      | Não avançou       |
| Huang Yuting   | Carabina de ar 10 m  | 632.6         | 4 Q          | 251.8 (SO:+10.3) | Medalha de prata  |
| Zhang Qiongyue | Carabina 3 pos. 50 m | 593           | 2 Q          | 452.9            | Medalha de bronze |
| Han Jiayu      | Carabina 3 pos. 50 m | 578           | 27           | Não avançou      | Não avançou       |
| Jiang Ranxin   | Pistola de ar 10 m   | 577           | 8 Q          | 156.5            | 6                 |
| Li Xue         | Pistola de ar 10 m   | 577           | 6 Q          | 178.2            | 5                 |
| Zhao Nan       | Pistola livre 25 m   | 586           | 5 Q          | 23               | 5                 |
| Liang Xiaoya   | Pistola livre 25 m   | 584           | 9            | Não avançou      | Não avançou       |
| Wu Cuicui      | Fossa olímpica       | 122 (SO:+0+0) | 5 Q          | 17               | 6                 |
| Zhang Xinqiu   | Fossa olímpica       | 121 (SO:+1)   | 7            | Não avançou      | Não avançou       |
| Wei Meng       | Skeet                | 118           | 13           | Não avançou      | Não avançou       |
| Jiang Yiting   | Skeet                | 119           | 10           | Não avançou      | Não avançou       |

Misto
| Atleta                   | Evento              | Qualificação | Qualificação | Final                            | Final             |
| Atleta                   | Evento              | Marca        | Pos.         | Adversário Resultado             | Pos.              |
| ------------------------ | ------------------- | ------------ | ------------ | -------------------------------- | ----------------- |
| Huang Yuting Sheng Lihao | Carabina de ar 10 m | 632.2        | 1 QO         | KOR Keum J-h / Park H-j W 16–12  | Medalha de ouro   |
| Han Jiayu Du Linshu      | Carabina de ar 10 m | 628.5        | 8            | Não avançou                      | Não avançou       |
| Jiang Ranxin Xie Yu      | Pistola de ar 10 m  | 576          | 8            | Não avançou                      | Não avançou       |
| Li Xue Zhang Bowen       | Pistola de ar 10 m  | 578          | 5            | Não avançou                      | Não avançou       |
| Jiang Yiting Lyu Jianlin | Skeet               | 146          | 3 QB         | IND M Chauhan / A Naruka V 44–43 | Medalha de bronze |